# Neoconocephalus maximus
Neoconocephalus maximus är en insektsart som först beskrevs av Heinrich Hugo Karny 1907.  Neoconocephalus maximus ingår i släktet Neoconocephalus och familjen vårtbitare. Inga underarter finns listade i Catalogue of Life.